# Decas Generum Novorum
Decas Generum Novorum (abreviado Dec. Gen. Nov.) es un libro con ilustraciones y descripciones botánicas que fue escrito por el botánico, pteridólogo y micólogo francés Étienne Pierre Ventenat. Fue publicado en el año 1808 con el nombre de Decas Generum Novorum, aut Parum Cognitorum ....